# Peaches (actriz porno)
Peaches (Kazincbarcika, Borsod-Abaúj-Zemplén; 24 de febrero de 1984) es una actriz pornográfica y modelo erótica húngara retirada.

## Carrera
Judit empezó su carrera en la industria del cine para adultos en 2003. Ha participado en más de 130 películas pornográficas lésbicas y de softcore, de las cuales solo una dirigió. En 2006 Peaches recibió el premio Viv Thomas a la Nena del año, y en 2008 con ayuda de la compañía fílmica VivThomas creó el sitio web Lesbians-at-Home, donde se exhibían videos de ella y la actriz porno Gina B. Su sitio web se encuentra actualmente cerrado.

## Premios y nominaciones
| Año  | Premio             | Resultado | Categoría                                     | Trabajo           |
| ---- | ------------------ | --------- | --------------------------------------------- | ----------------- |
| 2006 | Premios Viv Thomas | Ganadora  | Nena del año                                  | —                 |
| 2007 | Premios Viv Thomas | Nominada  | Nena del año                                  | —                 |
| 2007 | Premios Viv Thomas | Nominada  | Mejor actuación en una película de Viv Thomas | —                 |
| 2007 | Premios Viv Thomas | Ganadora  | Mejor modelo colaboradora en el foro          | —                 |
| 2008 | Premios Viv Thomas | Nominada  | Mejor intérprete lésbica                      | —                 |
| 2008 | Premios Viv Thomas | Nominada  | Mejor escena lésbica                          | Inside Peaches    |
| 2008 | Premios Viv Thomas | Nominada  | Mejor escena lésbica                          | Office Girls 2    |
| 2008 | Premios Viv Thomas | Nominada  | Mejor modelo colaboradora en el foro          | —                 |
| 2009 | Premios AVN        | Nominada  | Artista femenina extranjera del año           | —                 |
| 2009 | Premios AVN        | Nominada  | Mejor escena de sexo de chicas en pareja      | Inside Peaches    |
| 2009 | Premios AVN        | Nominada  | Mejor escena de sexo en solitario             | Sticky Fingers    |
| 2010 | Premios Viv Thomas | Nominada  | Nena del año                                  | —                 |
| 2011 | Miss FreeOnes      | Nominada  | Mejor nena europea                            | —                 |
| 2011 | Miss FreeOnes      | Nominada  | Mejor sitio oficial                           | sweet-peaches.net |
| 2011 | Premios AVN        | Nominada  | Mejor escena de sexo de chicas en pareja      | Budapest          |
| 2014 | Miss FreeOnes      | Nominada  | Mejor modelo para adultos                     | —                 |
| 2014 | Miss FreeOnes      | Nominada  | Miss FreeOnes                                 | —                 |